# The Daily Telegraph
The Daily Telegraph je britanski dnevni jutranji časopis, kateraga je junija 1855 ustanovil polkovnik Arthur B. Sleigh kot Daily Telegraph and Courier; trenutno je v lasti David and Frederick Barclay.